# Orthocladius lamellatus
Orthocladius lamellatus är en tvåvingeart som beskrevs av Ole Anton Saether 2005. Orthocladius lamellatus ingår i släktet Orthocladius och familjen fjädermyggor.
Artens utbredningsområde är Ohio. Inga underarter finns listade i Catalogue of Life.